# Yohei Takayama
Yohei Takayama (高山 洋平 Takayama Yōhei?,  nacido el 26 de noviembre de 1979 en Yamanashi) es un exfutbolista japonés. Jugaba de centrocampista y su último club fue el Gunma FC Horikoshi de Japón.

## Trayectoria

### Clubes
| Club               | País  | Año         |
| ------------------ | ----- | ----------- |
| Ventforet Kofu     | Japón | 1998 - 2000 |
| Gunma FC Horikoshi | Japón | 2001 - 2004 |